# Дімітріс Коловос
Дімітріс Коловос (грец. Δημήτρης Κολοβός, нар. 27 квітня 1993, Афіни) — грецький футболіст, півзахисник молдовського «Шерифа» і національної збірної Греції.

## Клубна кар'єра
Народився 27 квітня 1993 року в місті Афіни. Вихованець юнацьких команд футбольного клубу «ПАС Оропос».
У дорослому футболі дебютував 2010 року виступами за команду «Паніоніос», в якій провів три сезони, взявши участь у 38 матчах чемпіонату. 
Протягом 2013 року захищав кольори клубу «Олімпіакос».
Своєю грою за останню команду знову привернув увагу представників тренерського штабу клубу «Паніоніос», до складу якого повернувся 2013 року. Цього разу відіграв за клуб з Неа-Смірні наступні два сезони своєї ігрової кар'єри. 
2015 року повернувся до клубу «Олімпіакос». Цього разу провів у складі його команди один сезон. 
З 2016 року захищав кольори бельгійського «Мехелена», з якого також віддавався в оренду за нідерландський «Віллем II».
Протягом частини 2019 року грав за кіпрську «Омонію», після чого повернувся на батьківщину, де в сезоні 2019/20 років був гравцем «Панатінаїкоса».
У вересні 2020 року був орендований молдовським «Шерифом», а влітку 2021 року уклав з тираспольцями повноцінний контракт.

## Виступи за збірні
2010 року дебютував у складі юнацької збірної Греції (U-19), загалом на юнацькому рівні взяв участь у 24 іграх, відзначившись 6 забитими голами.
Протягом 2012–2014 років залучався до складу молодіжної збірної Греції. На молодіжному рівні зіграв у 12 офіційних матчах, забив 3 голи.
2014 року дебютував в офіційних матчах у складі національної збірної Греції.

## Титули і досягнення
- Чемпіон Греції (1):

«Олімпіакос»: 2015-16
- Чемпіон Молдови (1):

«Шериф»: 2020-21